# Canton d'Évran
Le canton d'Évran est une ancienne division administrative française, située dans le département des Côtes-d'Armor et la région Bretagne.

## Composition
Le canton d'Évran regroupait les communes suivantes :
| Nom                  | Code Insee | Intercommunalité       | Population (dernière pop. légale) |
| -------------------- | ---------- | ---------------------- | --------------------------------- |
| Évran (chef-lieu)    | 22056      | CA Dinan Agglomération | 1 727 (2014)                      |
| Les Champs-Géraux    | 22035      | CA Dinan Agglomération | 1 041 (2014)                      |
| Plouasne             | 22208      | CA Dinan Agglomération | 1 677 (2014)                      |
| Le Quiou             | 22263      | CA Dinan Agglomération | 322 (2014)                        |
| Saint-André-des-Eaux | 22274      | CA Dinan Agglomération | 302 (2014)                        |
| Saint-Judoce         | 22306      | CA Dinan Agglomération | 577 (2014)                        |
| Saint-Juvat          | 22308      | CA Dinan Agglomération | 650 (2014)                        |
| Tréfumel             | 22352      | CA Dinan Agglomération | 278 (2014)                        |

## Démographie
| 1962  | 1968  | 1975  | 1982  | 1990  | 1999  | 2006  | 2011  | 2012  |
| ----- | ----- | ----- | ----- | ----- | ----- | ----- | ----- | ----- |
| 6 533 | 6 242 | 6 063 | 6 004 | 5 796 | 5 670 | 6 028 | 6 407 | 6 496 |

## Histoire
- De 1833 à 1848, les cantons d'Evran et de Saint-Jouan-de-l'Isle (Caulnes) avaient le même conseiller général. Le nombre de conseillers généraux était limité à 30 par département.

## Représentation

### Conseillers généraux de 1833 à 2015
| 1833 | 1848         | François Normand des Salles                                | Monarchiste  | Capitaine du Génie, propriétaire à Guenroc Député (1849-1851)                                         |  |  |  |  |
| 1848 | 1852         | Comte puis Marquis Louis de l'Angle-Beaumanoir (1802-1878) | Conservateur | Ancien capitaine de cavalerie Maire d'Évran, propriétaire du château de Beaumanoir Député (1842-1846) |  |  |  |  |
| 1852 | 1861         | Henri Marie Joseph Royer de Linclays (1797-1866)           |              | Maire d'Évran, propriétaire à Dinan Conseiller d'arrondissement                                       |  |  |  |  |
| 1861 | 1870         | Ernest Dutertre (1831-1907)                                |              | Avocat puis juge au Tribunal de Dinan Propriétaire à Dinan                                            |  |  |  |  |
| 1870 | 1883         | Charles Aribart                                            | Droite       | Notaire à Évran                                                                                       |  |  |  |  |
| 1883 | 1913         | Vicomte Anatole de La Bintinaye (1833-1917)                | Droite       | Propriétaire Maire de Tréfumel, conseiller d'arrondissement                                           |  |  |  |  |
| 1913 | 1931         | Jean-Marie Rioche (1853-1933)                              | URD          | Bâtonnier du barreau de Saint-Brieuc Maire de Saint-Brieuc (1925-1929)                                |  |  |  |  |
| 1931 | 1940         | Louis Leforestier                                          | Rad.         | Cultivateur Maire de Saint-Juvat (1923-1945)                                                          |  |  |  |  |
|      |              |                                                            |              | |  |  |  |  |
| 1945 | 1949         | Joseph Herbert                                             | MRP          | Vétérinaire, adjoint au maire d'Évran Ancien conseiller d'arrondissement                              |  |  |  |  |
| 1949 | 1955         | Ernest Gaultier                                            | RPF puis SE  | Docteur en médecine, conseiller municipal d'Évran                                                     |  |  |  |  |
| 1955 | 1961         | Fernand Ferron (1914-1967)                                 | CNI          | Commerçant Maire d'Évran (1953-1967)                                                                  |  |  |  |  |
| 1961 | 1973 (décès) | Henri Nogues (1903-1973)                                   | SFIO puis PS | Ancien directeur du cours complémentaire d'Évran Maire du Quiou (1959-1973)                           |  |  |  |  |
| 1973 | 1992         | Robert Nogues Neveu du précédent                           | PS           | Propriétaire agriculteur, président du comice agricole Maire de Saint-André-des-Eaux (1977-2008)      |  |  |  |  |
| 1992 | 1998         | Francis Reynes                                             | RPR          | Retraité de l'enseignement supérieur Maire de Tréfumel (1983-2015)                                    |  |  |  |  |
| 1998 | 2011         | Robert Nogues                                              | PS           | Agriculteur retraité Maire de Saint-André-des-Eaux (1977-2008)                                        |  |  |  |  |
| 2011 | 2015         | Michel Daugan                                              | UMP          | Chef d'entreprise Maire de Plouasne (depuis 2008)                                                     |  |  |  |  |

### Conseillers d'arrondissement de 1833 à 1940
| Période | Période | Identité                        | Étiquette   | Qualité                                                                   |
| --- | ------- | ------------------------------- | ----------- | ------------------------------------------------------------------------- |
| 1833 | 1842    | François Le Moine de Launay     |             | Avocat, propriétaire à Saint-Juvat                                        |
| 1842 | 1852    | Henri Royer de Linclays         |             | Propriétaire à Évran                                                      |
| 1852 | 1871    | François Le Tellier             |             | Propriétaire à Plouasne                                                   |
| 1871 | 1883    | Vicomte Anatole de La Bintinaye |             | Propriétaire à Tréfumel                                                   |
| |         |                                 |             |                                                                           |
| 1903 | 1927    | Ernest Gaultier                 | Républicain | Médecin, maire d'Évran, Président du Conseil d'arrondissement (1920-1921) |
| 1927 | 1940    | Joseph Herbert                  | PDP         | Vétérinaire, adjoint au maire d'Évran                                     |
| Les conseils d'arrondissement ont été suspendus par la loi du 12 octobre 1940 et n'ont jamais été réactivés |         |                                 |             |                                                                           |